# جرج فروشل
جرج فروشل (انگلیسی: George Froeschel؛ زاده ۹ مارس ۱۸۹۱ درگذشته ۲۲ نوامبر ۱۹۷۹) یک فیلم‌نامه‌نویس اهل ایالات متحده آمریکا بود.